# Viviennea immarginata
Viviennea immarginata är en fjärilsart som beskrevs av Rothschild 1933. Viviennea immarginata ingår i släktet Viviennea och familjen björnspinnare. Inga underarter finns listade i Catalogue of Life.